# Cantone di Bouchain
Il Cantone di Bouchain era una divisione amministrativa dell'arrondissement di Valenciennes.
È stato soppresso a seguito della riforma complessiva dei cantoni del 2014, che è entrata in vigore con le elezioni dipartimentali del 2015.
Comprendeva i comuni di:
- Avesnes-le-Sec
- Bouchain
- Émerchicourt
- Haspres
- Hordain
- Lieu-Saint-Amand
- Lourches
- Marquette-en-Ostrevant
- Mastaing
- Neuville-sur-Escaut
- Noyelles-sur-Selle
- Rœulx
- Wasnes-au-Bac
- Wavrechain-sous-Faulx